# 市之町西
市之町西（いちのちょうにし）は、大阪府堺市堺区にある地名。2024年現在の行政地名は市之町西一丁から市之町西三丁。住居表示は実施済。

## 地理
堺区の中央部に位置する。北東は熊野町西、北西は戎島町、南西は甲斐町西、南東は市之町東に接する。南東から順に一丁から三丁がある。

### 河川
- 内川
  - 吾妻橋
- 土居川
  - 栄橋

## 歴史

### 地名の由来
「市之町」の地名は、当地で市が開かれていたことに由来するといわれる。

### 沿革
はじめ1 - 5丁、1959年（昭和34年）から1 - 3丁を編成。
- 1872年（明治5年）、市之町浜・市之町中浜より市之町西成立。堺町のうち。
- 1879年（明治12年）、郡区町村編成法施行により、堺区の所属となる。
- 1889年（明治22年）、市制施行により、堺区が堺市に移行。
- 1959年（昭和34年）、市之町・熊野町・熊野町西1 - 3丁の一部を編入[7]。
- 2006年（平成18年）、堺市が政令指定都市に移行し、行政区を設置。市之町西は堺区の所属となる。

## 世帯数と人口
2024年（令和6年）8月31日現在の世帯数と人口は以下の通りである。
| 丁           | 世帯数  | 人口  |
| ------------ | ------- | ----- |
| 市之町西一丁 | 27世帯  | 33人  |
| 市之町西二丁 | 245世帯 | 449人 |
| 市之町西三丁 | 48世帯  | 68人  |
| 計           | 320世帯 | 550人 |

### 人口の変遷
| 1995年（平成7年）  | 189人 | [ 8 ]  |  |
| 2000年（平成12年） | 190人 | [ 9 ]  |  |
| 2005年（平成17年） | 470人 | [ 10 ] |  |
| 2010年（平成22年） | 574人 | [ 11 ] |  |
| 2015年（平成27年） | 550人 | [ 12 ] |  |
| 2020年（令和2年）  | 564人 | [ 13 ] |  |

### 世帯数の変遷
| 1995年（平成7年）  | 82世帯  | [ 8 ]  |  |
| 2000年（平成12年） | 94世帯  | [ 9 ]  |  |
| 2005年（平成17年） | 226世帯 | [ 10 ] |  |
| 2010年（平成22年） | 276世帯 | [ 11 ] |  |
| 2015年（平成27年） | 267世帯 | [ 12 ] |  |
| 2020年（令和2年）  | 307世帯 | [ 13 ] |  |

## 学区
市立小・中学校に通う場合、学区は以下の通りとなる。
| 丁           | 番   | 小学校         | 中学校           |
| ------------ | ---- | -------------- | ---------------- |
| 市之町西一丁 | 全域 | 堺市立市小学校 | 堺市立月州中学校 |
| 市之町西二丁 | 全域 | 堺市立市小学校 | 堺市立月州中学校 |
| 市之町西三丁 | 全域 | 堺市立市小学校 | 堺市立月州中学校 |

## 事業所
2021年（令和3年）現在の経済センサス調査による事業所数と従業員数は以下の通りである。
| 丁           | 事業所数 | 従業員数 |
| ------------ | -------- | -------- |
| 市之町西一丁 | 14事業所 | 493人    |
| 市之町西二丁 | 8事業所  | 31人     |
| 市之町西三丁 | 23事業所 | 178人    |
| 計           | 45事業所 | 702人    |

## 交通

### バス
- 南海バス[16]
- 0系統：市小学校前

### 道路
- 大道筋（堺市道大道筋）
- 大小路筋

## 施設
- 堺警察署
- 堺民警察会館
- 堺市消防局堺消防署
- 堺市立市小学校

## 郵便
- 郵便番号：590-0951[3]（集配局：堺郵便局[17]）。

## ギャラリー

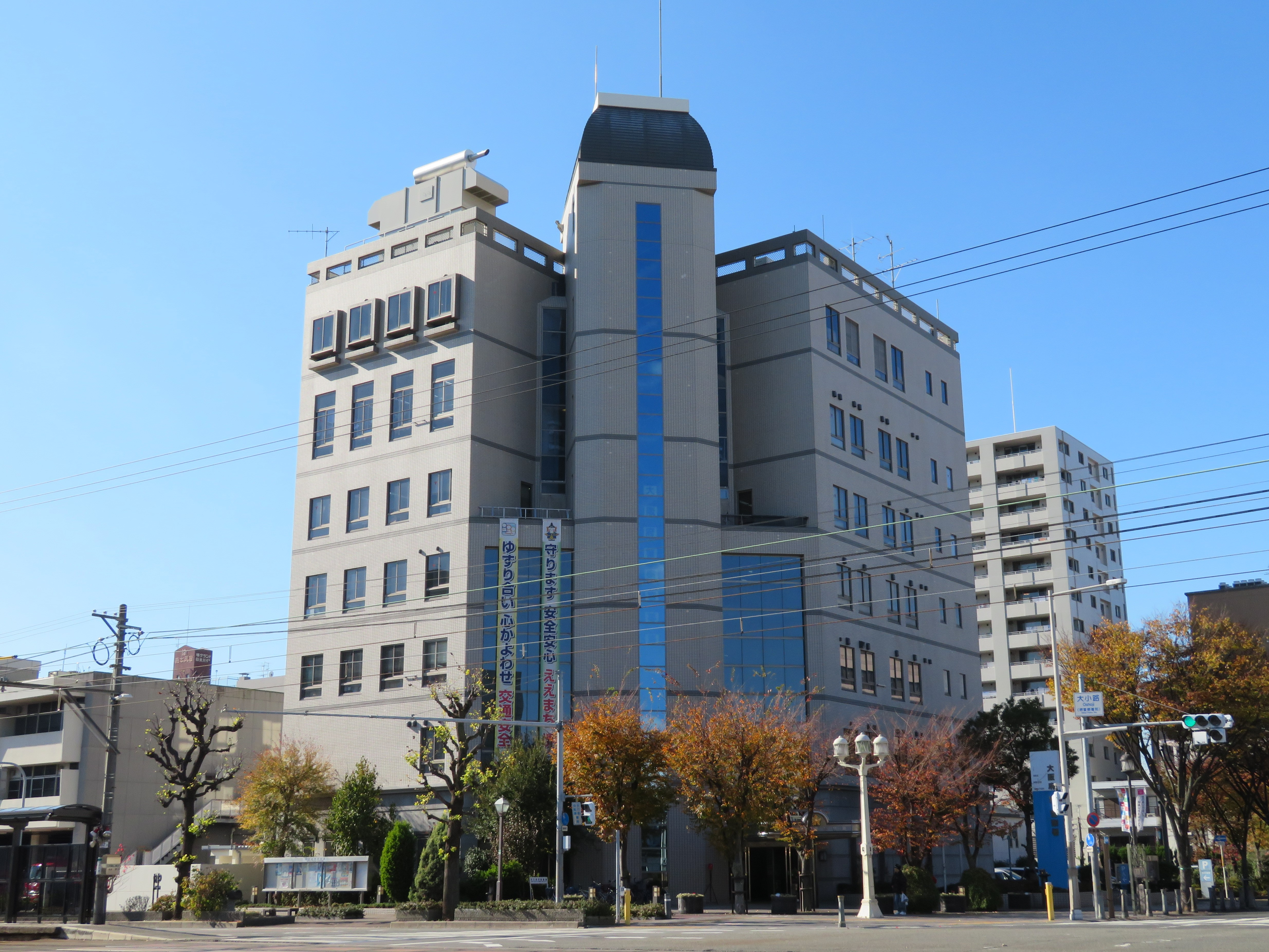
堺警察署
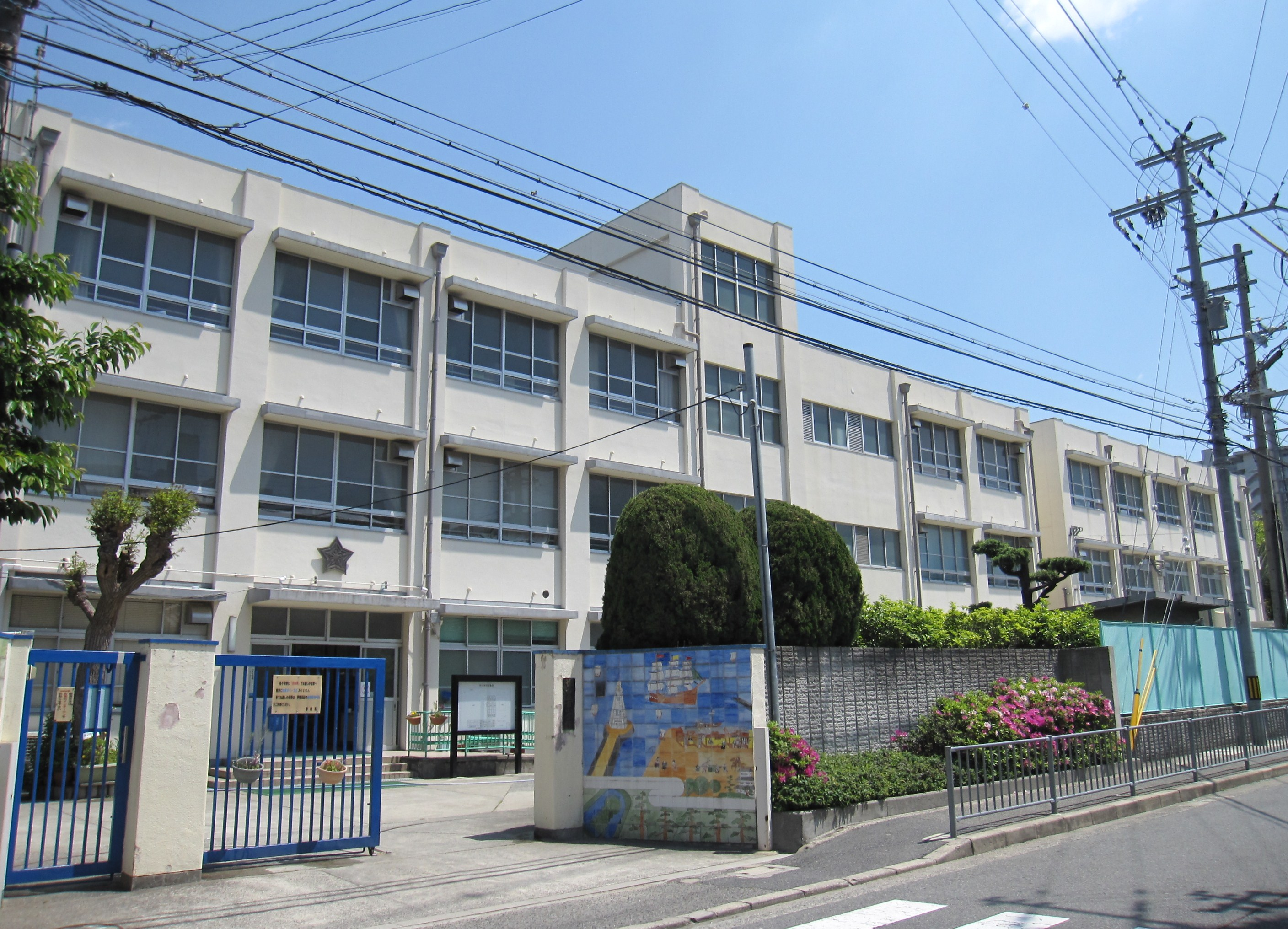
堺市立市小学校